# Borowiczki-Parcele
Borowiczki-Parcele – część miasta Płocka, położona na wschodnich obrzeżach miasta. Rozpościera się w okolicach ul. Borowickiej i Botanicznej. Wchodzi w skład osiedla Borowiczki.

## Historia
Dawna wieś Borowiczki-Parcele należała w latach 1867–1954 do gminy Bielino w powiecie płockim. W Królestwie Polskim przynależała do guberni warszawskiej, a w okresie międzywojennym do województwa warszawskiego. Tam, 20 października 1933 utworzyła gromadę Borowiczki w granicach gminy Bielino, składającą się z miejscowości Borowiczki-Parcele.
Podczas II wojny światowej włączona do III Rzeszy. Po wojnie ponownie w Polsce. W związku z reorganizacją administracji wiejskiej (zniesienie gmin) jesienią 1954 r. weszły w skład nowo utworzonej gromady Borowiczki w powiecie płockim. Tam przetrwały do końca 1972 roku, czyli do kolejnej reformy gminnej.
1 stycznia 1973, w związku z kolejną reformą administracyjną (odtworzenie gmin i zniesienie gromad i osiedli) Borowiczki-Parcele weszły w skład nowo utworzonej gminy Borowiczki. W latach 1975–1979 miejscowość administracyjnie należała do województwa płockiego. 1 grudnia 1981 Borowiczki-Parcele włączono do Płocka.